# Венсільйон
Венсільйон (ісп. Vencillón, кат. Vensilló) — муніципалітет в Іспанії, у складі автономної спільноти Арагон, у провінції Уеска. Населення — 479 осіб (2009).
Муніципалітет розташований на відстані близько 370 км на північний схід від Мадрида, 80 км на південний схід від Уески.

## Демографія
Динаміка населення (INE ):